# (1761) Edmondson
Pour les articles homonymes, voir Edmondson.
(1761) Edmondson est un astéroïde de la ceinture principale, découvert le 30 mars 1952 à l'observatoire Goethe Link près de Brooklyn, dans l'Indiana. Il a une magnitude absolue de 11,4.